# Estación de Slough
La Estación de Slough, situada en Slough (Berkshire, Inglaterra), forma parte de la Línea Principal del Great Western, a medio camino entre Paddington y Reading. Se localiza a 29,7 km desde el origen de la kilometración en Paddington, entre Langley al este y Burnham al oeste. La estación está justo al norte del centro de la ciudad, en el lado norte de la carretera A4.
Recibe los trenes del Great Western Railway, con destinos a Paddington, Reading, Oxford y Didcot Parkway; y de la Línea Elizabeth en servicios locales entre Abbey Wood y Reading. Es la terminal de los trenes procedentes del ramal de Windsor.

## Historia

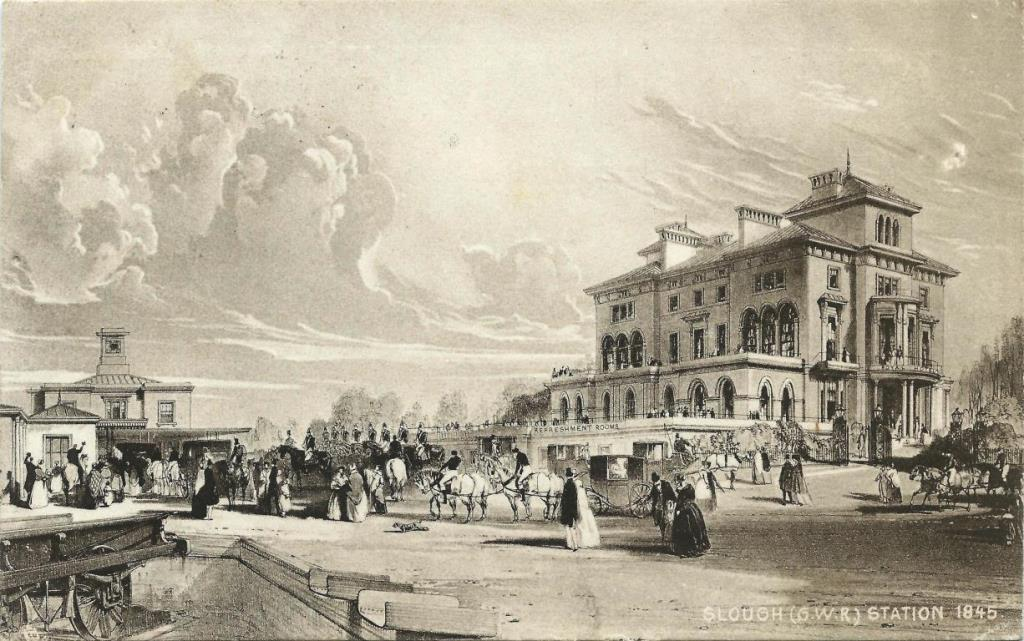
Estación de Slough (izquierda) en 1845

La primera sección del Great Western Railway (GWR), entre la estación origen en Paddington y la estación original de Maidenhead, se inauguró el 4 de junio de 1838, pero aunque los trenes paraban en Slough, no había una estación como tal, y los billetes se vendían en una hostería local, el Crown Inn. Esta circunstancia se debió a que la Ley que autorizó las obras del GWR contenía una cláusula que prohibía la construcción de una estación a menos de 3 millas (4,8 km) del Eton College sin el permiso del Rector y de los Miembros de la escuela, pero no impedía explícitamente que los trenes pararan para permitir la subida y la bajada de pasajeros. Tras la derogación de las cláusulas pertinentes de la Ley del GWR, la primera estación propiamente dicha en Slough se inauguró el 1 de junio de 1840. La llegada del ferrocarril propició que la reina Victoria hiciera su primer viaje en tren, desde Slough hasta Bishop's Bridge cerca de Paddington, en 1842. Más adelante se construyó un ramal a Windsor & Eton Central para mayor comodidad de la Reina. En la actualidad, el tiempo de viaje entre Windsor y Slough es de seis minutos.
En un principio, el director del Eton College, el Dr. John Keate, se había resistido a los esfuerzos por ubicar una estación más cerca del Eton College que de Slough, porque temía que "interferiría con la disciplina de la escuela, los estudios y las diversiones de los alumnos, afectando la salubridad del lugar, debido al aumento de las inundaciones, y poniendo en peligro incluso las vidas de los niños". Esto llevó a que la estación de Slough se convirtiera, al menos temporalmente, en la Estación Real. En consecuencia, era mucho más grande y lujosa que otras estaciones de la zona, para adaptarse a su función en ese momento.
La Estación de Windsor & Eton Central (servida desde Slough) y la de Windsor & Eton Riverside (servida desde Staines) se abrieron en 1849, a pesar de la oposición del College.
Su camino de acceso, Mackenzie Street, que iba desde la carretera Great West (actual A4) hasta la estación, era mucho más ancha de lo que hubiera sido necesario para un camino de acceso, con el fin de poder acomodar los carruajes y el séquito de la Reina. Slough High Street era originalmente parte de la carretera Great West, que posteriormente se desvió a través de Wellington Street, lo que permitió que High Street sea en gran parte peatonal. Así, Mackenzie Street se convirtió en un cul-de-sac en 1970, cuando se reurbanizó Wellington Street, y ahora es parte del centro comercial Queensmere. El resto de Mackenzie Street, al norte de la renovada Wellington Street, pasó a llamarse Brunel Way (junto con Station Approach).
Frente a la estación de tren se encontraba el igualmente grandioso Royal Hotel (demolido hace años).
El 1 de enero de 1845, John Tawell, que acababa de regresar de Australia, asesinó a su amante, Sarah Hart, en Salt Hill (en Slough), dándole un vaso de cerveza stout envenenada con cianuro. Con varios agentes persiguiéndolo, Tawell huyó a la estación de Slough y subió a un tren con destino a Paddington. El telégrafo ya se había instalado entre Paddington y Slough en 1843, y se envió un mensaje a Paddington con los datos de Tawell, que fue seguido y posteriormente arrestado, juzgado y ejecutado por el asesinato cometido en Aylesbury el 28 de marzo de 1845. Se piensa que esta es la primera vez que el telégrafo había estado involucrado en la detención de un asesino.
Desde el 1 de marzo de 1883, la estación fue servida por el District Railway, que operaba entre Mansion House y Windsor & Eton Central. El servicio se interrumpió por antieconómico después del 30 de septiembre de 1885.
El 8 de septiembre de 1884, la estación original se cerró y se reemplazó por la estación actual, situada 220 yardas (201,2 m) al oeste de la antigua.

### Accidente de 1900
El 16 de junio de 1900, un tren expreso de Paddington a Falmouth Docks se saltó dos juegos de señales de peligro y chocó con un tren local de Paddington a Windsor, que estaba parado en la estación. El maquinista del expreso solo advirtió una de las señales justo antes del andén, y accionó los frenos de emergencia y puso marcha atrás, pero no pudo evitar la colisión. Cinco pasajeros del tren local murieron. La investigación oficial dictaminó que una de las causas principales del accidente fue el mal estado físico del maquinista, debido a su edad (60 años) y a la fatiga. El accidente se produjo a la 1:41 de la tarde y había comenzado su servicio a las 05:00 de esa mañana. El revisor y el fogonero del expreso también fueron criticados por no darse cuenta de que su tren había rebasado las señales de peligro. Este accidente fue decisivo para la introducción del control automático del tren en el Great Western Railway.

### Accidente de 1941
El 2 de julio de 1941, un tren expreso de Plymouth a Paddington remolcado por la locomotora GWR Clase Castle 4-6-0 n.º 4091 Dudley Castle, chocó casi de frente con un tren de mercancías remolcado por la máquina LMS Stanier 8F 2-8-0 WD n.º 407 (LMS 8293), en Dolphin Junction, 1 milla al este de Slough. El expreso estaba en proceso de cruzar desde la línea principal ascendente a la línea secundaria ascendente a través de un cruce en forma de diamante. Cinco pasajeros murieron y 24 resultaron heridos. Se consideró que el señalero era culpable por permitir que el expreso cruzara frente al tren de carga pesado (no equipado con frenos continuos) sin asegurarse de que este último pudiera detenerse a tiempo.

### Accidente de 1994
En la tarde del 2 de noviembre de 1994, un tren Clase 165 Turbo se estrelló contra el tope del andén 6, después de no poder reducir la velocidad debido a la mala adherencia de los rieles en la aproximación al punto de parada. Se estima que el tren solo había reducido su velocidad de 56 millas por hora (90,1 km/h) a aproximadamente 30 millas por hora (48,3 km/h) en el momento de la colisión, aparentemente derrapando durante unos 1200 yardas (1097,3 m) a través de tres conjuntos de agujas (que tenían velocidades aprobadas de 25 millas por hora (40,2 km/h) en las vías secundarias, y de 15 millas por hora (24,1 km/h) para la bahía del andén 6). Las pruebas reunidas en el lugar por los investigadores sugirieron que el tren, de no haber chocado contra los topes, podría haber continuado durante otras 910 yardas (832,1 m). Había lloviznado levemente la noche en cuestión.
Este fue solo uno de los muchos casos en los que los trenes Turbo de la Clase 165/166 se pasaron de largo los andenes y se saltaron las luces rojas. Estos incidentes llevaron a la recapacitación de los maquinistas y a la enseñanza de técnicas de conducción preventivas durante la temporada de caída de las hojas en otoño. El principal factor que contribuyó fue el cambio del sistema de frenos de las zapatas de freno (que limpiaban eficazmente la rueda cada vez que se aplicaban los frenos) en la flota anterior de DMU a frenos de disco, que permiten que el mantillo de los rieles se adhiera a la rueda, lo que provoca una mala adherencia a los rieles. Esto también llevó al lijado regular de los rieles en todas las líneas afectadas.

## La estación

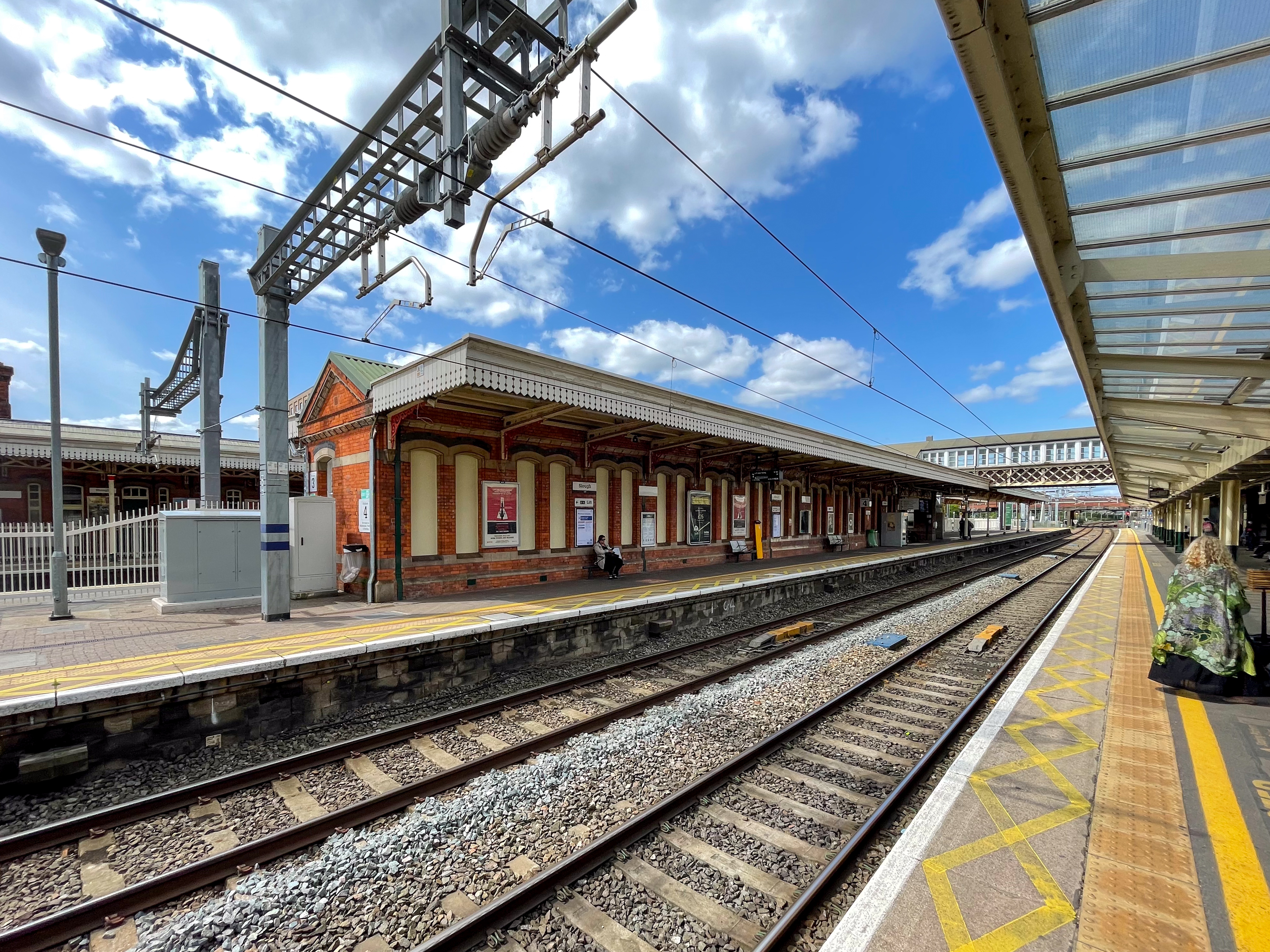
La estación en 2023

En las estadísticas de la Oficina de Ferrocarriles y Carreteras para 2017/18, la estación de tren sirve a 5,544 millones de usuarios cada año, lo que la convierte en la estación de tren número 88 más concurrida de Gran Bretaña. Esta cifra no tiene en cuenta los 1,59 millones de usuarios adicionales de la línea secundaria a Windsor & Eton Central.
La estación está a junto a la estación de autobuses de Slough, y posee una parada de taxis adyacente. Está equipada con un circuito cerrado de televisión que funciona toda la noche. Hay tornos en ambas entradas, situadas en los andenes 2 (la entrada principal, en el lado sur de la estación) y 5 (en el lado norte), que aceptan tanto billetes en papel como en el móvil, así como pagos sin contacto.
Durante la década de 2010 se produjeron cambios importantes, entre ellos: extensión de los andenes 2 a 5 para dar cabida a trenes más largos de hasta doce vagones; un segundo puente, con escaleras y ascensor, que da servicio a todos los andenes; y la incorporación de unos aseos con cambiador de bebés y una oficina de paquetería. La estación sufrió otros cambios estructurales para adaptarse a la electrificación aérea de la línea principal del Great Western. Se redujeron las marquesinas de los andenes y se cerró el andén 6 después de varios años de estar fuera de uso (tras la retirada de los servicios locales Slough-London Paddington algunos años antes, se había utilizado como un apartadero temporal para la maquinaria de la vía).

## Servicios

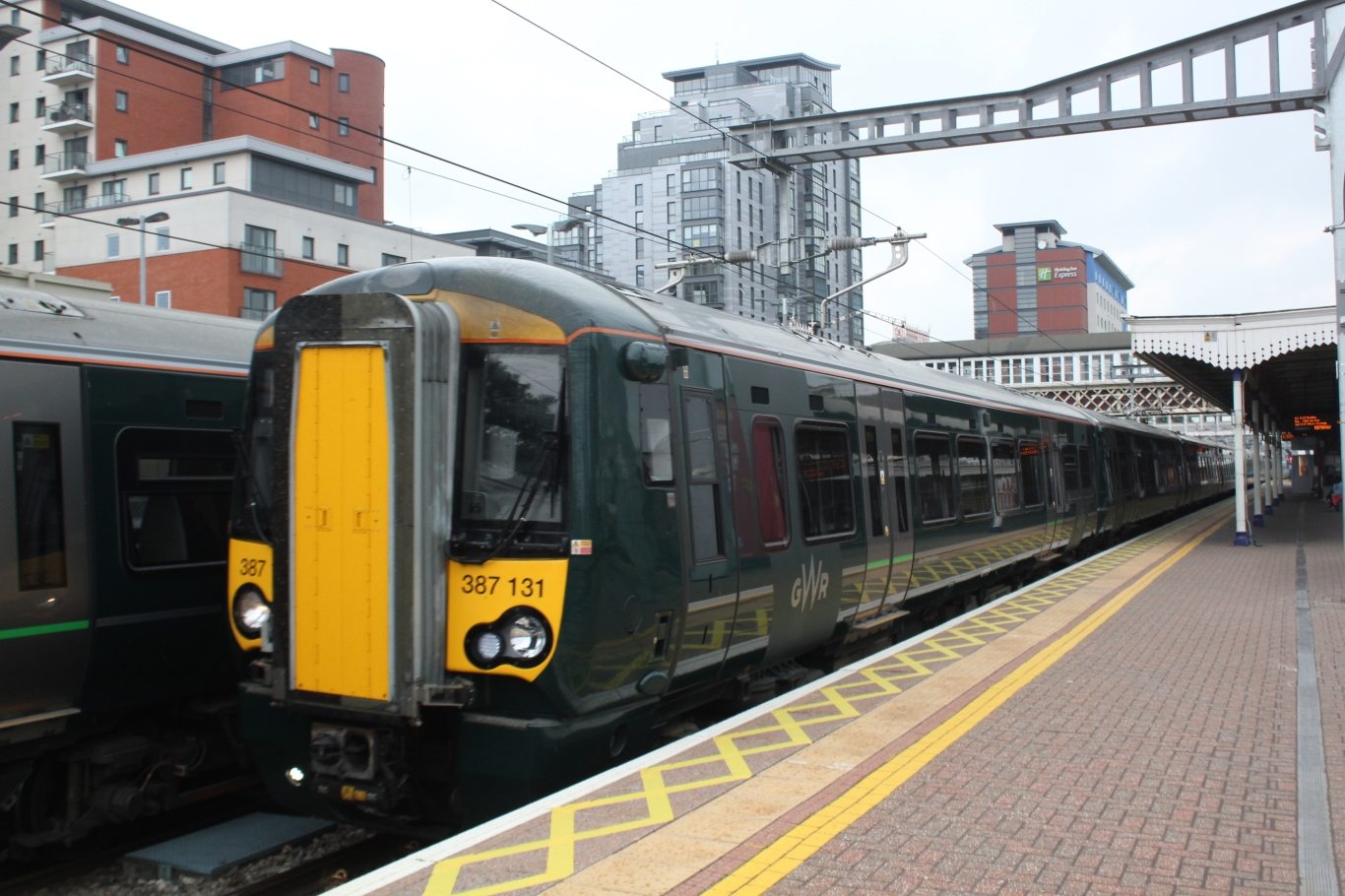
Tren GWR Clase 387 en Slough

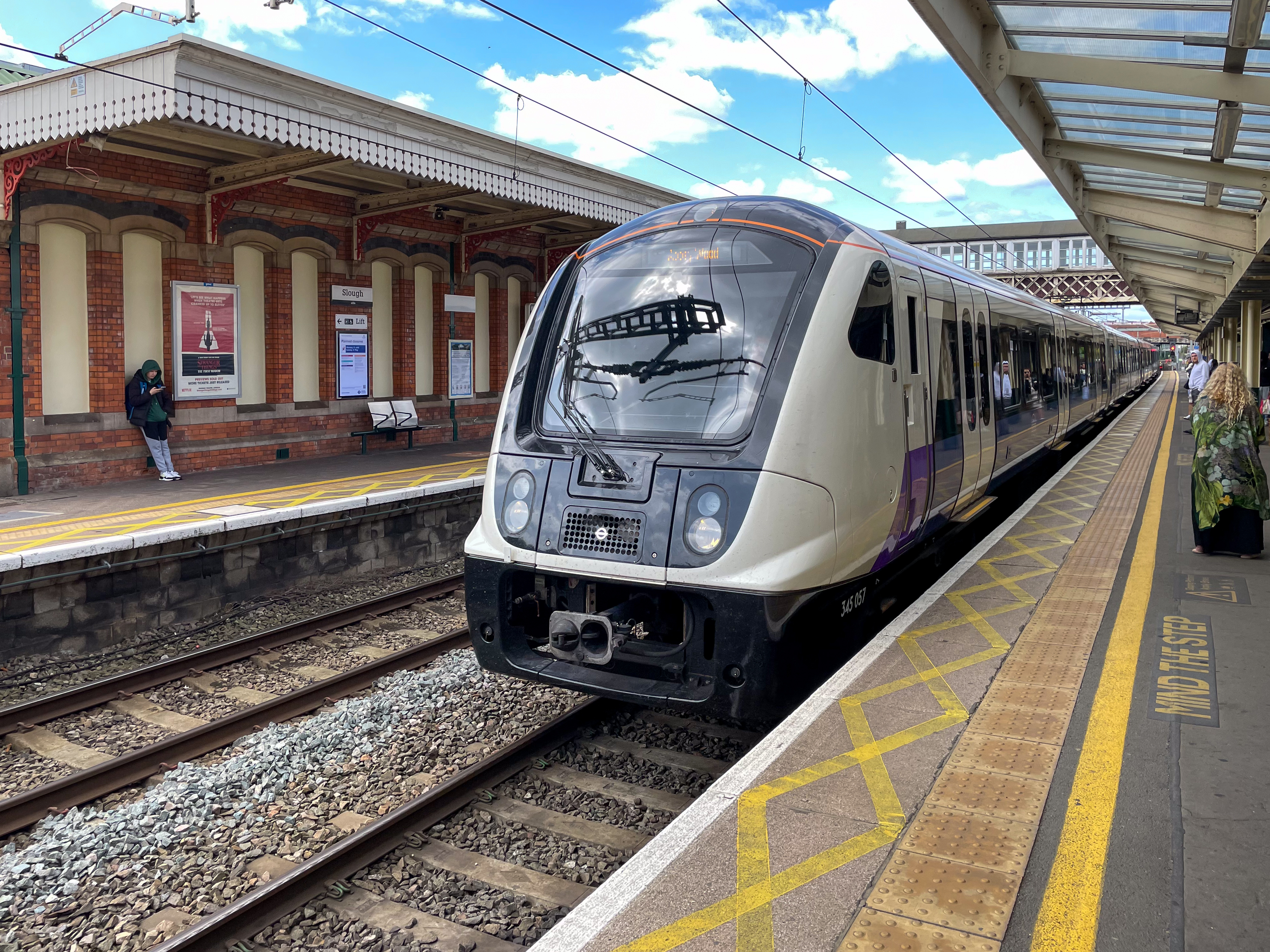
Tren Clase 345 de la Línea Elizabeth en Slough

Todos los servicios en Slough son operados por las compañías Great Western Railway y la Línea Elizabeth.

### Frecuencia
A partir de mayo de 2023, el servicio fuera de horas punta de lunes a sábado es (expresados en tph, trenes por hora):

#### Línea Elizabeth
- 4 tph a Abbey Wood
- 2 tph a Maidenhead
- 2 tph a Reading

#### Great Western Railway
- 2 tph a Paddington (sin escalas)
- 2 tph a Didcot Parkway
- 3 tph a Windsor & Eton Central

Los domingos, el servicio GWR entre Paddington y Didcot Parkway se reduce a una frecuencia horaria y, en su lugar, circula desde/hacia Swindon.
En julio de 2012, el Departamento de Transporte anunció los planes para el Acceso Ferroviario Oeste a Heathrow, un nuevo enlace ferroviario propuesto que permitiría que los servicios directos funcionaran desde Reading y Slough hasta el Aeropuerto de Londres-Heathrow. En 2016 se había planificado una ruta y se estaba realizando una consulta pública. Sujeto a su aprobación, Network Rail preveía que la construcción se hubiera llevado a cabo entre 2019 y 2024.

## Arquitectura

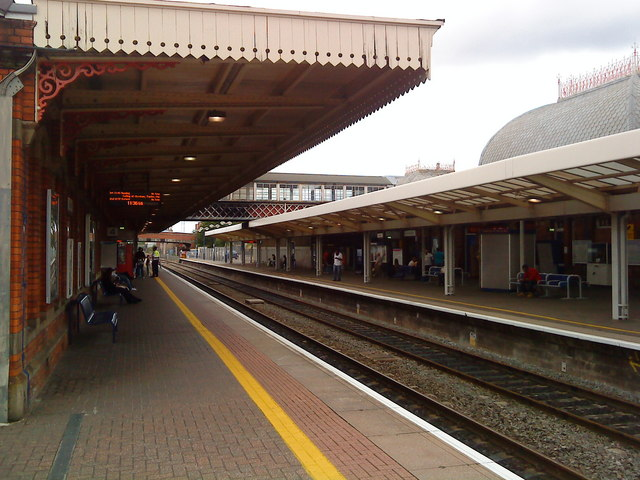
Las líneas de 'alivio', utilizadas para trenes de pasajeros locales hacia Reading (Andén 4, izquierda) y London Paddington (Andén 5, derecha)

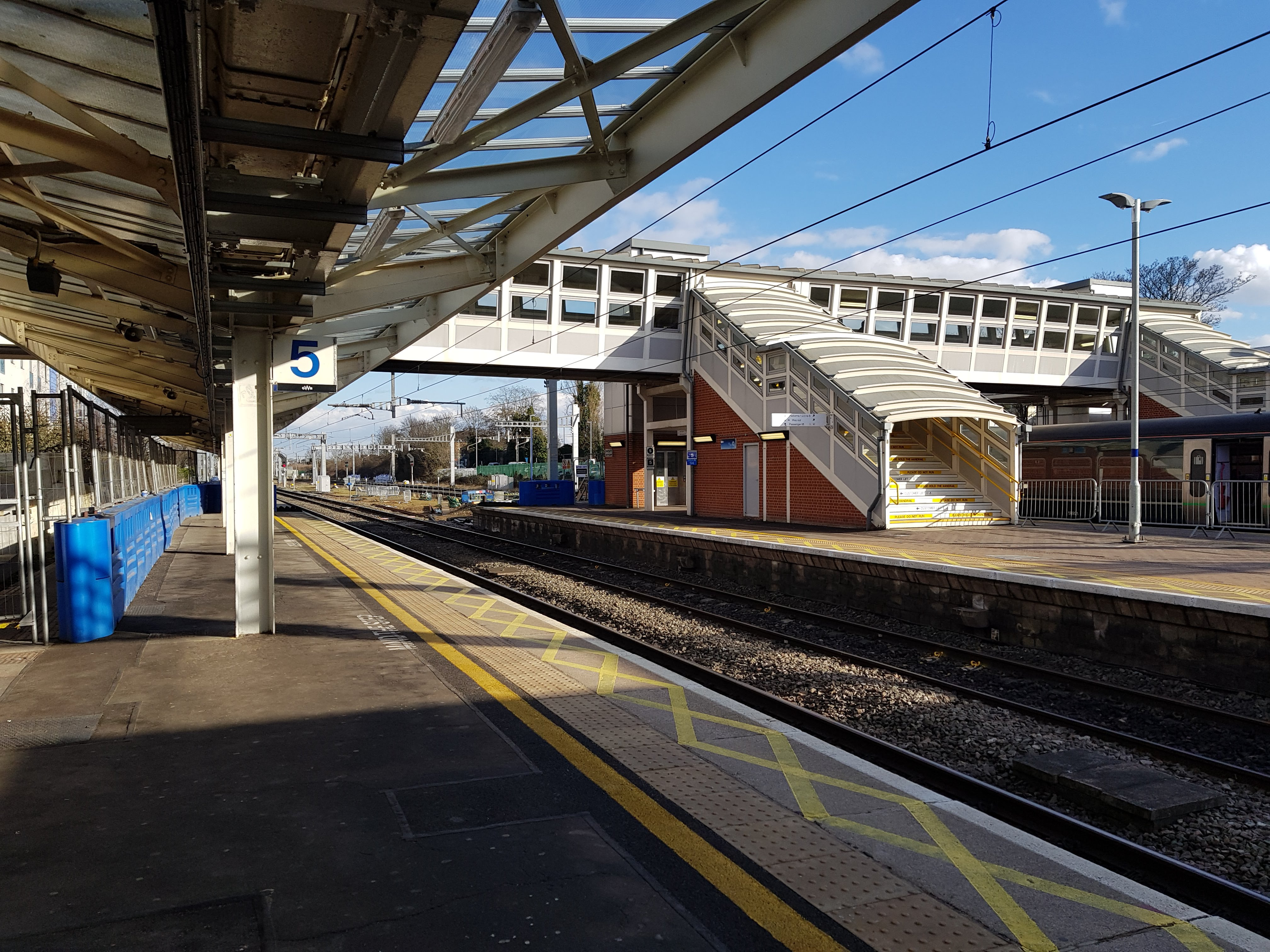
Mirando hacia el otro lado, desde el extremo occidental del Andén 5. Esta vista muestra claramente la diferencia entre la cubierta de andén original de diseño GWR (Andenes 4, 3, 2, derecha) y la extensión moderna (década de 1960) del Andén 5 (izquierda), que se instaló cuando se quitó la vía central (entre las líneas de alivio) y se remodeló la estación

Los edificios originales de la estación de la época de Brunel en Slough eran de madera y estaban en el lado sur del ferrocarril (es decir, del lado de la ciudad). Disponía de dos andenes, con edificios a juego, cada una con una marquesina que cubría tanto los andenes como la vía. Estas plataformas servían a los trenes de "subida" (con destino a Londres) y de "bajada" (con destino a Bristol) por separado. Una complicada disposición de cruces entre los andenes permitía realizar los movimientos necesarios de los trenes.

### La estación actual
La estación se reconstruyó en 1882 en "Estilo Segundo Imperio" y fue diseñada por J E Danks. Es la quinta estación que se construye en el mismo lugar. Los edificios han sobrevivido prácticamente intactos, aunque algunos de los edificios de la sala de espera en el andén central fueron demolidos en la década de 1970, antes de que la estación fuera catalogada como monumento clasificado.
Es un diseño casi único en el Great Western Railway, y de hecho, solo se construyó otra estación, mucho más pequeña, con las mismas características. Los detalles arquitectónicos más notables son las inusuales tejas festoneadas del techo y los elementos decorativos de forja de hierro situados alrededor de la parte superior de los edificios.

### Evolución del trazado de la estación
|  |  |  |  |

|  |  |  |  |  |

|  |  |  |  |  |

|  |  |  |  |  |  |

|  |  |  |  |  |  |  |

|  |  |  |  |  |  |  |

|  |  |  |  |  |  |

|  |  |  |  |  |  |

|  |  |  |  |  |  |

|  |  |  |  |  |

|  |  |  |  |  |

|  |  |  |  |  |  |  |

|  |  |  |  |  |

|  |  |  |  |  |

|  |  |  |  |

|  |  |  |  |

|  |  |  |  |  |

|  |  |  |  |  |

|  |  |  |  |  |  |

|  |  |  |  |  |  |  |

|  |  |  |  |  |  |  |

|  |  |  |  |  |  |

|  |  |  |  |  |  |

|  |  |  |  |  |  |

|  |  |  |  |  |

|  |  |  |  |  |

|  |  |  |  |  |  |  |

|  |  |  |  |  |

|  |  |  |  |  |

|  |  |  |  |

|  |  |  |  |

|  |  |  |  |  |

|  |  |  |  |  |

|  |  |  |  |  |  |

|  |  |  |  |  |  |  |

|  |  |  |  |  |  |  |

|  |  |  |  |  |  |

|  |  |  |  |  |  |

|  |  |  |  |  |  |

|  |  |  |  |  |

|  |  |  |  |  |

|  |  |  |  |  |  |  |

|  |  |  |  |  |

|  |  |  |  |  |

|  |  |  |  |

|  |  |  |  |

|  |  |  |  |  |

|  |  |  |  |  |

|  |  |  |  |  |  |

|  |  |  |  |  |  |  |

|  |  |  |  |  |  |  |

|  |  |  |  |  |  |

|  |  |  |  |  |  |

|  |  |  |  |  |  |

|  |  |  |  |  |

|  |  |  |  |  |

|  |  |  |  |  |  |  |

|  |  |  |  |  |

|  |  |  |  |  |

|  |  |  |  |

Desde el fin de la tracción de vapor, el trazado de Slough se ha simplificado. En su apogeo, cada rincón de la estación contaba con un apartadero o adén de algún tipo. En la estación aún quedan restos arquitectónicos aparentemente inexplicables que muestran dónde se encontraban estas instalaciones.
Paralelamente y al sur del andén 1 actual, la 'Windsor Bay', había dos apartaderos adicionales y un muelle de carga, que se utilizaron más adelante para cargar los carros de combate procedentes de las Royal Alexandra Barracks en Windsor. Los apartaderos se eliminaron en la década de 1980 y se reemplazaron por un camino de acceso, a nivel de la vía, debajo del puente Stoke Road hasta el estacionamiento oeste, construido en parte sobre el emplazamiento del antiguo depósito de locomotoras. Un apartadero tenía la misma longitud que el de la línea de Windsor Bay, y (a 2009) sus topes aún están en su lugar, a pesar de que la línea en sí desapareció hace mucho tiempo.
En el extremo de Londres del andén 2 (servicios 'Down Main') había un apartadero muy corto, en un ángulo extraño con respecto a la vía. Probablemente se utilizaba para cargar vagones sobre vagones plataforma. Hace mucho tiempo que se eliminó.
El andén 6, para la parada de los servicios a Londres, tenía un apartadero entre las líneas principal y de relevo en el extremo este de la estación. Se utilizaba para almacenar el tren local entre servicios. El apartadero se eliminó en la década de 1980.
En el extremo oeste del andén 5, que está en el lado norte de la estación, había dos apartaderos largos junto a un muelle de carga. Se utilizaban para cargar furgonetas y camiones producidos en la fábrica de Ford en Langley sobre vagones plataforma. En la década de 1970, se levantó un apartadero y la zona se convirtió en un área de estacionamiento para vehículos de paquetería. No era raro ver varios furgones estacionados allí y, ocasionalmente, una locomotora de maniobras Clase 08 de Slough Goods Yard. Este apartadero restante se truncó más allá del final del andén durante la década de 1990 y ahora se utiliza como punto de estacionamiento para la maquinaria de mantenimiento de vía.
Había otro andén en fondo de saco, en el extremo oeste de la estación, entre los andenes 3 y 4. El examen de las marquesinas de la plataforma en este punto revela un espacio donde estas no se encuentran entre sí. Aquí era donde estaba la vía del mencionado andén, y espacio existente permitía que el vapor de las locomotoras escapara. Este andén se usaba para el servicio de lanzadera a la estación de trenes de Slough Trading Estate, en el polígono comercial, cuyo servicio ferroviario se canceló en 1956.
Un antiguo edificio del Great Western Railway alberga la sede de la Slough & Windsor Railway Society.

## "Station Jim"

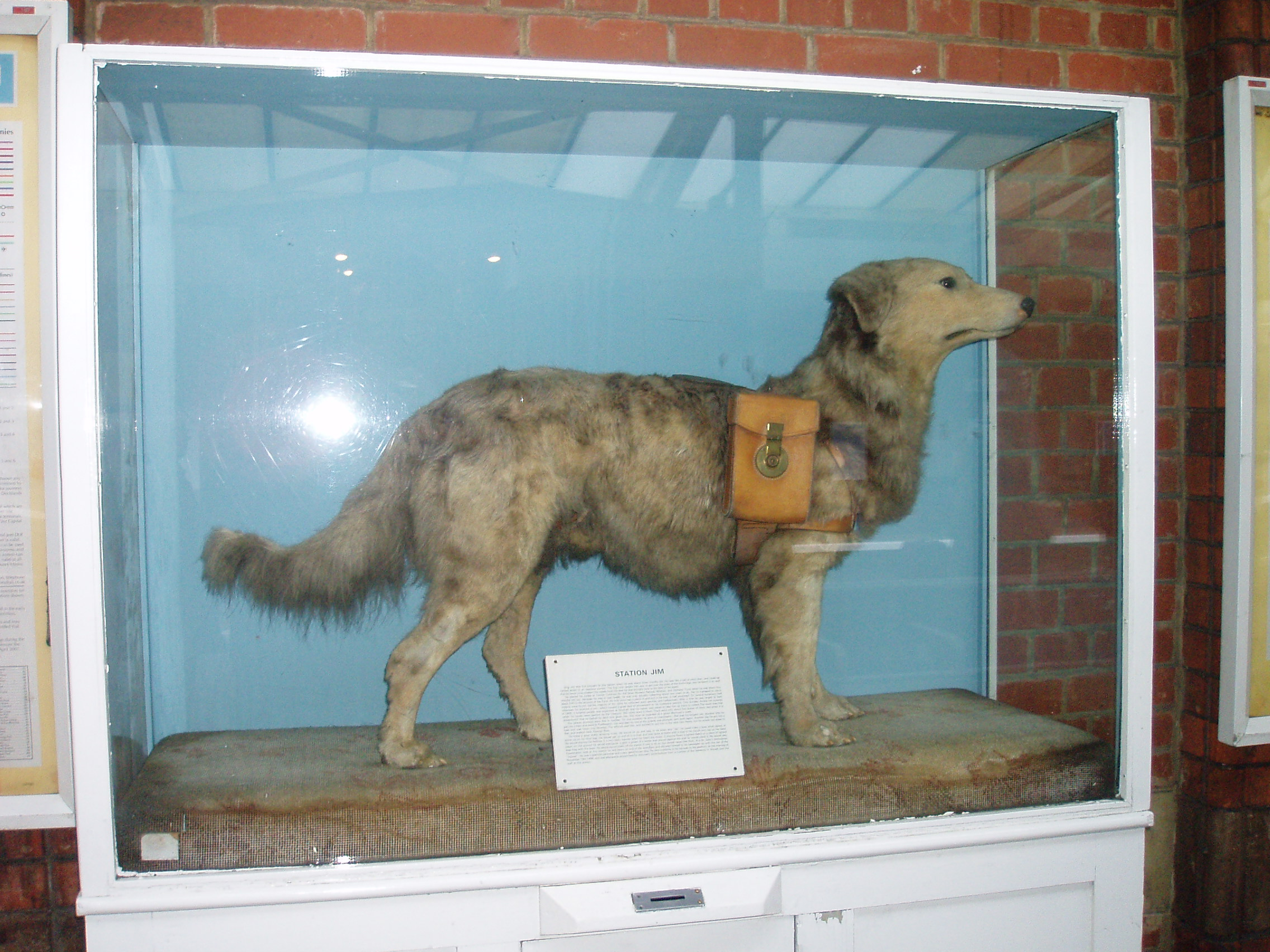
El perro "Station Jim"

"Station Jim" (o "Dog Jim"), un perro que vivía en la estación de trenes de Slough, sirvió como recaudador de fondos para el Fondo de Viudas y Huérfanos del Great Western Railway desde 1894 hasta su muerte en 1896. Después de su muerte, fue disecado y se exhibió en una vitrina que contaba con una ranura para recibir donativos. En el andén 5 figura una copia de la inscripción que acompañaba a la vitrina original, escrita después de la muerte del perro, que describe la historia de su vida:

El perro Jim fue llevado por primera vez a la estación de Slough cuando tenía unos tres meses. Entonces era como una bola de lana y podía llevarse en el bolsillo de un abrigo. El primer truco que le enseñaron fue a subir las escaleras de la pasarela, y lo aprendió tan bien que nunca cruzó por los carriles desde que lo trajeron aquí hasta el momento de su muerte.

Comenzó sus funciones como recaudador canino para el Fondo de Viudas y Huérfanos del Gran Ferrocarril Occidental cuando tenía unos cuatro meses, pero, debido a su mala salud, solo estuvo recaudando dinero durante unos dos años aproximadamente. Sin embargo, logró depositar unas 40 libras en la cuenta del Fondo. Solo una vez le pusieron una pieza de oro en su caja: medio soberano. En varias ocasiones se encontraron medias coronas, pero la mayoría de las monedas que coleccionó eran peniques y medios peniques. Después de un tiempo, le enseñaron a ladrar cuando recibía una moneda, lo que causó mucha diversión a sus numerosos clientes. Un domingo del verano de 1896 se organizó en Southall una parada hospitalaria y se le pidió a su adiestrador que lo llevara allí para recaudar dinero. El resultado fue que cuando el tesorero abrió sus cajas había 265 monedas en ellas. Sólo había unas cinco piezas de plata, pero cuando se recuerda que ladraba por cada moneda que le daban, esto debe considerarse como una buena tarde de trabajo.
Sus viajes en tren fueron pocos en número. En una ocasión fue a Leamington, su viaje más largo. En otra ocasión se subió a un tren y fue a Paddington, pero fue visto por uno de los guardias y rápidamente lo enviaron de vuelta. Otro día se subió a un tren y lo llevaron a Windsor. Los funcionarios lo vieron y quisieron ponerlo en el próximo tren a casa, pero el perro se escapó y regresó caminando por Eton.

Sabía muchos trucos divertidos. Se sentaba y mendigaba, o se acostaba y "moría"; podía hacer una reverencia cuando se lo pedían, o ponerse de pie sobre sus patas traseras. Se levantaba y se sentaba en una silla y parecía estar como en casa con una pipa en la boca y una gorra en la cabeza. Expresaba sus sentimientos de una manera muy ruidosa cuando oía música. Si alguien arrojaba una cerilla encendida o un trozo de papel encendido al suelo, lo apagaba con un gruñido. Si colocaban una escalera contra la pared, la subía. Jugaba a saltar la rana con los niños; los acompañaba fuera de la estación si se lo pedían, pero nunca los mordía. En un examen de la ambulancia de St. John que se llevó a cabo en esta estación, se tumbó en una de las camillas y se dejó vendar con el resto de los "heridos". Era un espléndido nadador y un muy buen perro de casa. Murió repentinamente con su arnés puesto en el andén la tarde del 19 de noviembre de 1896, y luego fue colocado aquí gracias a las contribuciones voluntarias de varios residentes de Slough y del personal de esta estación.

La historia de "Estación Jim" de Slough se menciona en el artículo de antecedentes históricos que acompaña a la película de la BBC "Estación Jim" (2001). Aunque la película trata sobre un orfanato, el perro de la película y la trama no se basan en la historia real, y la película no se desarrolla en Slough.